# Патрік Брюель
Патрік Бенгігі (фр. Patrick Benguigui; народився 14 травня 1959), більш відомий під своїм сценічним псевдонімом Патрік Брюель (Patrick Bruel) — французький співак, автор пісень, актор і професійний гравець у покер.

## Біографія

### Раннє життя
Патрік — син П'єра Бенгігі та Августи Каммун. Він жив у приміщенні для персоналу школи для дівчат у Аржантеї, де його мати була вчителем. У молодості Брюель мріяв стати футболістом, але натомість вирішив зайнятися співом після зустрічі з Мішелем Сарду в 1975 році.

### Акторська та музична кар'єри
Як актор дебютував у фільмі Le Coup de sirocco 1979 року. Він знімався в кіно, на телебаченні та в театрі, паралельно розвиваючи кар'єру співака. Його перший сингл «Vide» («Порожній»), випущений у 1982 році, не мав успіху, але наступний сингл «Marre de cette nana-là» («Втомився від цієї дівчини») став хітом.
У 2003 році, незадовго до того, як 19 серпня його партнерка, письменниця та драматург Аманда Стерс народила первістка Оскара, він змінив своє ім'я на Брюель-Бенгігі, поєднавши своє сценічне ім'я з іменем при народженні. 21 вересня 2004 року він одружився на 26-річній Стерс; це був його перший шлюб. Його друга дитина Леон, народилася 28 вересня 2005 року. Пара розлучилася в 2007 році.
Станом на 2004 рік Брюель зіграв у більш ніж сорока телевізійних і кінопродукціях, а також записав п'ять студійних і кілька концертних альбомів. У 2002 році Брюель випустив Entre Deux, подвійний компакт-диск класичного шансону, який містив дуети з Шарлем Азнавуром, Жан-Луї Обером, Жан-Жаком Голдманом, Аленом Сушоном і Рено Сешаном. Альбом проданий двома мільйонами копій, а Брюель став найкращим співаком року у Франції. На початку 2005 року, під враженням цунамі в Південній Азії 26 грудня 2004, Брюель написав пісню «Et puis la terre» (А потім земля) разом з Марі-Флоранс Гро, з якою він співпрацював з 1998 року. Його останній альбом «Des souvenirs devant» став його четвертим у чартах Франції.

### Покер
Брюель — професійний гравець у покер світового рівня. У 1998 році він виграв браслет Світової серії покеру у турнірі з лімітного холдему з 5 000$. Станом на 2009 рік він заробив понад 900 000 доларів на турнірах. Він також коментував турніри Світового туру покеру у Франції.

### Браслет World Series of Poker
| Рік  | Турнір                | Приз ($) |
| ---- | --------------------- | -------- |
| 1998 | $5000 лімітний холдем | 224 000  |

### Будинок у Лос-Анджелесі
У 2010-х роках Брюель купив будинок у Пасіфік Палісейдс (Лос-Анджелес). У січні 2025 року будинок був знищений масштабною пожежею.

## Вибрана фільмографія
- 1985: Бандит // Attention Bandits! — Моцарт;
- 1995: Сто та одна ніч Симона Сінема // Les Cent et une nuits de Simon Cinema — перший спікер;
- 1995: Сабріна // Sabrina — Луїс;
- 1996: Ягуар // Le Jaguar — Франсуа Перрен;
- 1998: Папараці // Paparazzi — себе;
- 1999: Щаслива пропажа // Lost & Found;
- 2001: Милі штучки // Les Jolies Choses — Жак;
- 2004: Вовк // El Lobo — Нельсон;
- 2006: Комедія влади // L'Ivresse du pouvoir — Жак Сібо;
- 2007: Сімейна таємниця // Un secret — Максім Натан Грінберг;
- 2012: Париж-Мангеттен // Paris-Manhattan — Віктор;
- 2012: Ім'я // Le Prénom — Венсан Ларше;
- 2014: Хочеш... чи ні? // Tu veux... ou tu veux pas? — Ламбер;
- 2017: Мішок кульок // Un sac de billes — Роман;
- 2017: Свята Земля // Holy Lands — Мішель.

## Дискографія

### Альбоми

#### Студійні альбоми
| Рік  | Альбом                         | Чарт | Чарт     | Чарт     | Чарт | Чарт |
| Рік  | Альбом                         | FR   | BEL (Wa) | BEL (Fl) | SWI  | NL   |
| ---- | ------------------------------ | ---- | -------- | -------- | ---- | ---- |
| 1982 | Vide                           | —    | —        | —        | —    | —    |
| 1984 | De face                        | 32   | —        | —        | —    | —    |
| 1989 | Alors, regarde                 | 1    | 5        | —        | —    | 35   |
| 1994 | Bruel                          | 2    | —        | —        | —    | 47   |
| 1995 | Plaza de los héroes            | —    | —        | —        | —    | —    |
| 1999 | Juste avant                    | 1    | 1        | —        | 32   | 43   |
| 2002 | Entre deux                     | 1    | 1        | —        | 2    | 49   |
| 2006 | Des souvenirs devant           | 1    | 1        | —        | 6    | 69   |
| 2012 | Lequel de nous                 | 1    | 1        | 58       | 7    | —    |
| 2015 | Très souvent, je pense à vous… | 5    | 4        | 119      | 6    | —    |
| 2018 | Ce soir on sort…               | —    | 2        | 49       | 2    | —    |
| 2022 | Encore une fois                | 2    | 1        | 70       | 3    | —    |

#### Концертні альбоми
| Рік  | Альбом                           | Чарт | Чарт     | Чарт     | Чарт | Чарт |
| Рік  | Альбом                           | FR   | BEL (Wa) | BEL (Fl) | SWI  | NL   |
| ---- | -------------------------------- | ---- | -------- | -------- | ---- | ---- |
| 1987 | À tout à l'heure                 | —    | —        | —        | —    | —    |
| 1991 | Si ce soir…                      | 1    | —        | —        | —    | 51   |
| 1995 | On s'était dit…                  | 25   | 9        | —        | —    | —    |
| 2001 | Rien ne s'efface…                | 2    | 1        | —        | 12   | —    |
| 2003 | Entre deux à l'Olympia           | 21   | 16       | —        | —    | —    |
| 2007 | Des Souvenirs… ensemble          | 12   | 8        | —        | 45   | —    |
| 2009 | Seul… ou presque                 | 9    | 3        | —        | 41   | —    |
| 2014 | Live 2014                        | 6    | 4        | 119      | 25   | —    |
| 2016 | Bruel Barbara — Le Châtelet      | 56   | 28       | —        | —    | —    |
| 2020 | Ce Soir Ensemble: Tour 2019—2020 | 15   | 3        | —        | 30   | —    |

#### Збірники
| Рік  | Альбом                 | Чарт | Чарт     | Чарт |
| Рік  | Альбом                 | FR   | BEL (Wa) | SWI  |
| ---- | ---------------------- | ---- | -------- | ---- |
| 2001 | L'Essentiel            | 81   | —        | —    |
| 2003 | Les Talents essentiels | 23   | —        | —    |
| 2004 | Puzzle                 | 1    | 2        | 21   |
| 2007 | S'laisser aimer (3 CD) | —    | —        | —    |

### Сингли
| Рік  | Сингл                                                                           | Чарт | Чарт     | Чарт | Чарт | Альбом                      |
| Рік  | Сингл                                                                           | FR   | BEL (Wa) | SWI  | NL   | Альбом                      |
| ---- | ------------------------------------------------------------------------------- | ---- | -------- | ---- | ---- | --------------------------- |
| 1984 | «Marre de cette nana-là !»                                                      | —    | —        | —    | —    | De face                     |
| 1985 | «Comment ça va pour vous ?»                                                     | 27   | —        | —    | —    | De face                     |
| 1986 | «Non, j'veux pas»                                                               | —    | —        | —    | —    | De face                     |
| 1986 | «J'roule vers toi»                                                              | —    | —        | —    | —    | De face                     |
| 1987 | «Tout l'monde peut s'tromper»                                                   | —    | —        | —    | —    | De face                     |
| 1989 | «Casser la voix»                                                                | 3    | —        | —    | 77   | Alors regarde               |
| 1990 | «J'te l'dis quand même»                                                         | 12   | —        | —    | —    | Alors regarde               |
| 1990 | «Alors regarde»                                                                 | 3    | —        | —    | —    | Alors regarde               |
| 1991 | «Place des grands hommes»                                                       | 4    | —        | —    | —    | Alors regarde               |
| 1991 | «Décalé»                                                                        | 15   | —        | —    | 66   | Alors regarde               |
| 1991 | «Qui a le droit…» (Live)                                                        | 1    | —        | —    | —    | Si ce soir…                 |
| 1992 | «Casser la voix» (Live)                                                         | —    | —        | —    | 8    | Si ce soir…                 |
| 1992 | «J'te l'dis quand même» (Live)                                                  | —    | —        | —    | 45   | Si ce soir…                 |
| 1992 | «Décalé» (Live) (Patrick Bruel with Mariza Corréa)                              | —    | —        | —    | 70   | Si ce soir…                 |
| 1992 | «Elle m'regardait comme ça»                                                     | —    | —        | —    | 82   | Alors regarde / Si ce soir… |
| 1994 | «Bouge!»                                                                        | 22   | —        | —    | —    | Bruel                       |
| 1994 | «Combien de murs…»                                                              | 8    | —        | —    | —    | Bruel                       |
| 1994 | «Pars pas…»                                                                     | —    | —        | —    | —    | Bruel                       |
| 1995 | «J'suis quand même là»                                                          | —    | —        | —    | —    | Bruel                       |
| 1996 | «Pour exister» (Live)                                                           | —    | 18       | —    | —    | On s'était dit…             |
| 1999 | «J'te mentirais…»                                                               | —    | —        | —    | 81   | Juste avant                 |
| 2000 | «Pour la vie»                                                                   | 13   | 22       | 90   | 92   | Juste avant                 |
| 2000 | «Au Café des délices»                                                           | 13   | 20       | —    | —    | Juste avant                 |
| 2000 | «Tout s'efface»                                                                 | 36   | 32       | —    | 95   | Juste avant                 |
| 2002 | «Mon Amant de Saint Jean»                                                       | 14   | 33       | —    | —    | Entre deux                  |
| 2002 | «La Complainte de la butte» (Patrick Bruel & Francis Cabrel)                    | 48   | —        | —    | —    | Entre deux                  |
| 2002 | «Ménilmontant» (Patrick Bruel & Charles Aznavour)                               | —    | —        | —    | —    | Entre deux                  |
| 2006 | «J'm'attendais pas à toi»                                                       | —    | 39       | —    | —    | Des Souvenirs devant        |
| 2008 | «Raconte-moi»                                                                   | —    | 68       | —    | —    | Des Souvenirs… ensemble     |
| 2009 | «Combien de murs…» (Live)                                                       | —    | —        | —    | —    | Seul… ou presque            |
| 2012 | «Lequel de nous»                                                                | 35   | 32       | —    | —    |                             |
| 2015 | «Pourquoi ne pas y croire…» (Patrick Bruel, Youness El Guezouli & Idan Raichel) | 168  | —        | —    | —    |                             |
| 2015 | «Corsica» (Patrick Fiori & Patrick Bruel)                                       | 31   | —        | —    | —    |                             |
| 2018 | «Tout recommencer»                                                              | —    | 45       | —    | —    |                             |
| 2019 | «Pas eu le temps»                                                               | —    | 39       | —    | —    |                             |
| 2023 | «Origami» (with Ycare)                                                          | —    | 42       | —    | —    |                             |
| 2025 | «Démodé» (with Jean-Luc Fonck)                                                  | —    | 3        | —    | —    |                             |

Представлений у колабораціях
| Рік  | Сингл                                                                              | Чарт | Чарт     | Чарт | Чарт | Альбом                                 |
| Рік  | Сингл                                                                              | FR   | BEL (Wa) | SWI  | NL   | Альбом                                 |
| ---- | ---------------------------------------------------------------------------------- | ---- | -------- | ---- | ---- | -------------------------------------- |
| 2006 | «Dit is mijn stem (Casser la voix)» (Xander de Buisonjé feat. Patrick Bruel)       | —    | —        | —    | 64   | Succes (Xander de Buisonjé album)      |
| 2009 | «Je n'attendais que vous» (Christophe Maé, Catherine Lara, Maurane, Patrick Bruel) | —    | 38       | —    | —    | 2009: Les Enfoirés font leur cinéma    |
| 2010 | «Parce que c'est toi» (Grégoire, Zazie, Patrick Bruel, Natasha St-Pier)            | —    | 30       | —    | —    | 2010: Les Enfoirés… la crise de nerfs! |
| 2013 | «Un arc en ciel» (Téléthon 2013) (Bénabar, Bruel, Cali & Marina)                   | 1    | —        | —    | —    |                                        |